# Диван лугат ат-турк
«Дива́н луга́т ат-турк» (араб. ديوان لغات الترك‎ — «собрание [сборник, словарь] тюркских наречий [языков]») — первый энциклопедический словарь тюркского языка, написанный лексикографом и филологом Махмудом аль-Кашгари (ум. в 1101 или 1126 году).

## Предыстория
В период, предшествовавший написанию книги «Диван лугат ат-турк», тюркские племена достигли небывалых военно-политических успехов в мусульманском мире. В конце X века Караханиды победили Саманидов и утвердили свою власть в Средней Азии. В XI веке сельджуки подчинили себе территории от Хорасана до Средиземноморья, Малую Азию, одержали победу над византийцами.
В предисловии к книге автор пишет:

…Аллах Всевышний вознёс светило Удачи к созвездиям тюрок,

царство их расположил среди небесных сфер,

назвал их ат-турк

и наделил могуществом,

сделал Правителями Века

и вложил им в руки бразды правления миром,

возвысил над [остальными] людьми,

усилил тех, кто был им близок и предан, направив к истине.
— Диван лугат ат-турк. С. 2

## История создания и владельцы рукописи
Аль-Кашгари закончил написание «Дивана» в 1074 году (466 год по хиджре), а единственная сохранившаяся до наших дней рукопись с оригинала была сделана в 1266 году (664 год по хиджре). Труд был посвящён аббасидскому халифу в Багдаде аль-Муктади, а после 1258 года, вероятно, попал к мамлюкам. Новый владелец, по всей видимости, осознавая важность изучения тюркского языка, поручил переписчику Мухаммаду ибн Абу Бакру ибн Абу-л-Фатху ас-Сави сделать копию с оригинала. По словам переписчика, работа была завершена «в первый день недели 27 шавваля 664 года» (1 августа 1266 года).
Судя по надписям на титульном листе, в 1400—1401 годах владельцем рукописи был Ахмад Хатиб Дараййа, проживавший в Каире, который по предположениям некоторых исследователей является не кем иным, как Мухаммадом ибн Ахмадом ибн Сулейманом аль-Ансари ад-Димашки ад-Дарани (1344—1407).
В 1422 году Бадруддин аль-Айни в первом томе своего «Икд аль-джуман фи тарих ахль аз-заман» использовал фрагменты «Дивана». Сопоставление этих фрагментов и сохранившейся рукописи выявило их полное соответствие.
В Стамбул «Диван лугат ат-турк», вероятнее всего, попал после падения государства мамлюков в 1517 году. Ряд примечаний и исправлений в тексте книги сделаны в османский период. В 1650 году Катиб Челеби упомянул о «Диване» в библиографическом труде «Кашф аз-Зунун». Других упоминаний о книге до XX века не известно.
В начале XX века рукопись «Дивана» принадлежала Назифу Паша из Вани Огуллары (совр. Турция), которую он затем подарил своей родственнице. В 1917 году книга была продана на книжном рынке Стамбула известному библиофилу Али Эмири. Позднее коллекция книг Эмири вместе с «Диваном» попала в стамбульскую библиотеку Миллет Генель, где хранится до сих пор.

## Содержание
Всеобъемлющий словарь Махмуда аль-Кашгари, позднее отредактированный турецким историком Али Амири, содержит образцы древнетюркской поэзии в типичной форме четверостиший персидской литературы, представляющих все основные жанры: эпос, пастораль, дидактический, лирический и элегический.
В работе были подчеркнуты два основных тюркских диалекта. Один из них — тюркский хагани, который описывается как «самый тонкий и изящный из тюркских диалектов», а другой — тюркский огуз (западный), который определяется как «самый легкий из тюркских диалектов». Хотя книга фокусируется на тюркском хагани, важное место также отводится тюркскому огузу. Количество слов, взятых в качестве заголовков в книге, составляет около 8000. Соответственно, из огузского диалекта записано 185 слов, из кипчакского – 45, из чигильского – 39, из аргуского – 36, из ягминского – 23, из кенчекского – 13, из тухсийского – 7, из суварского – 4, по два слова из хотинского, ябакского и кайского диалектов.

## Мировая известность и первые публикации
После того, как в 1915—1917 годах К. Рифат впервые опубликовал «Диван лугат ат-турк» в Стамбуле, словарь обрёл мировую известность и вызвал большой интерес в научном сообществе. В 1928 году Карл Броккельман создал на его основе «Словарь среднетюркского языка». Али Эмири-эфенди посвятил ему научную работу. В 1939—1941 Б. Аталай сделал перевод «Дивана» на турецкий язык, в 1941 году издал факсимиле рукописи, а в 1943 году выпустил его индексированную версию. В начале 1960-х годов труд был исследован, переведен на узбекский язык С.Муталлибовым.